# Gefängnis Montelupich

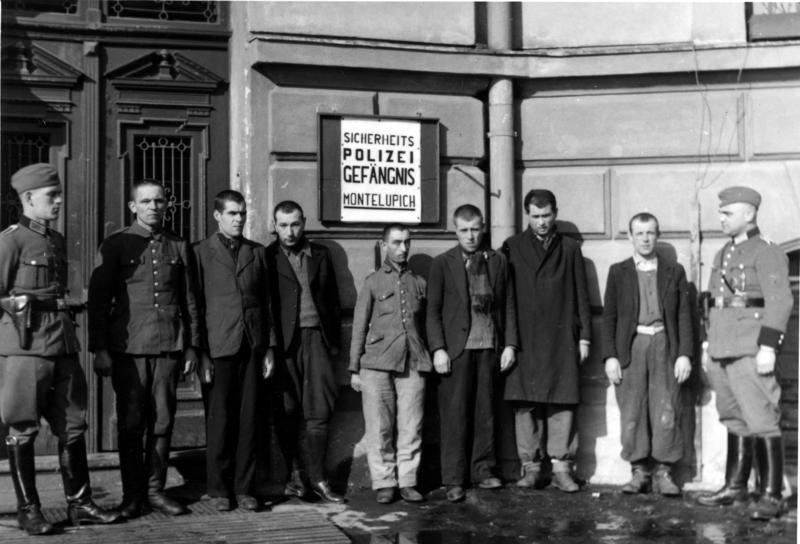
Deutsches Propagandafoto polnischer Häftlinge vor dem Gefängnis (1939)

Das Gefängnis Montelupich in Krakau wurde Ende des 19. Jahrhunderts errichtet. Zwei der acht Gebäude des Ensembles stehen heute unter Denkmalschutz. Das Gefängnis wurde im Zweiten Weltkrieg von der Gestapo genutzt, in der Nachkriegszeit dann vom NKWD. Noch heute dient das Gefängnis den polnischen Behörden als Justizvollzugsanstalt.

## Bau und Nutzung in der österreichischen und polnischen Zeit Krakaus (1905–1939)
Der Gebäudekomplex an der Ulica Montelupich / Kamienna im Norden des Stadtzentrums Krakaus wurde im späten 19. Jahrhundert während der habsburgischen Zeit als Kaserne für die k.u.k. Armee errichtet. 1905 zog in den Montelupich ein k.u.k. Militärgericht ein, das vorher seinen Sitz auf dem Wawel hatte. In Folge wurde für das Gericht ein Gefängnis eingerichtet, das auch nach 1918 – nach Neugründung des polnischen Staates – weitergenutzt wurde.

## Deutsche Besatzungszeit (1939–1944)
Am 6. September 1939 – sechs Tage nach Beginn des deutschen Überfalls auf Polen – besetzte die Wehrmacht Krakau. Zwei Monate später begann am 6. November 1939 die „Sonderaktion Krakau“, bei der unter der Führung des SS-Offiziers Bruno Müller 183 Professoren und Mitarbeiter der Krakauer Jagiellonen-Universität in eine Falle gelockt, verhaftet und in das Gefängnis Montelupich gebracht, von wo sie Ende November in das KZ Sachsenhausen verschleppt wurden. Während der deutschen Besatzungszeit wurden ca. 20.000 Menschen im Gefängnis inhaftiert. Die meisten von ihnen wurden nicht wieder freigelassen, sondern in Konzentrations- und Vernichtungslager – vor allem das KZ Auschwitz-Birkenau – abtransportiert. Bei Geiselerschießungen zur „Vergeltung“ von Partisanenaktionen wurden die Opfer in Krakau meist aus dem Gefängnis Montelupich geholt. So wurden nach dem missglückten Attentat der AK auf Hans Frank vom 29. Januar 1944 am 2. Februar 1944 Häftlinge aus Montelupich erschossen. Am 27. Juli 1944 wurden als Vergeltungsmaßnahme für die Erschießung von zwei deutschen Polizisten 40 Häftlinge aus dem Gefängnis Montelupich unter dem Hauptkommando des Kommandeurs der Schutzpolizei Adalbert Quasbarth öffentlich am Ort des Anschlags (Kreuzung der Straßen Botaniczna und Lubicz) erschossen.

### Bekannte Häftlinge
Am 24. Januar 1948 wurde hier die grausame KZ-Oberaufseherin von Auschwitz Maria Mandl hingerichtet.
Oskar Schindler wurde um die Jahreswende 1941/42 nach einer Denunziation von der Gestapo festgenommen und in das Gefängnis Montelupich verbracht. Nachdem sich mehrere einflussreiche Männer für ihn einsetzten, ließ ihn der Krakauer SS-Polizeiführer Julian Scherner nach einer Nacht in Haft wieder frei. Im November 1944 kam Schindler nach seiner Verhaftung durch den SD erneut in das Gefängnis Montelupich. Nach drei Tagen in Haft wurde er in ein Berliner Gefängnis überstellt, von wo er nach weiteren zwölf Tagen Haft freigelassen wurde.
Józef Padewski, Bischof der Polnischen Nationalen Katholischen Kirche (PNCC), wurde Ende September 1942 durch die deutsche Besatzungsmacht in Montelupich inhaftiert, von wo er später in ein Gefangenenlager in Tittmoning (Oberbayern) verbracht wurde.
Das jüdische Ehepaar Gusta Dawidson Draenger und Szymek Draenger, Aktivisten der ZOB, war hier bis zu ihrer Flucht im April 1943 in Montelupich inhaftiert. Gusta Davidson schrieb in ihrer Zelle auf Toilettenpapier eine Geschichte der ZOB um Krakau. Die Papierfetzen wurden aus dem Gefängnis geschmuggelt, und nach dem Krieg als Buch veröffentlicht. Ihre Erfahrungen mit dem Gefängnis veröffentlichte das Paar unter dem Titel „Montelupich aus der Sicht von Überlebenden“ in einer jüdischen Untergrundzeitung. Gusta und Szymek Draenger fielen im Kampf mit den Deutschen im November 1943.
Die polnische Lyrikerin Zuzanna Ginczanka wurde 1944 im Gefängnis Montelupich erschossen.

## Nachkriegszeit und Stalinismus (1945–1956)
Im Januar 1945 wurde Krakau durch die Rote Armee von der deutschen Besatzung befreit. In ihrem Gefolge übernahm der russische NKWD zusammen mit dem polnischen Inlandsgeheimdienst MBP das Gefängnis. In den folgenden Jahren bis zum Tod Stalins 1953 und dem Ende der Ära Bierut 1956 wurden mindestens 180 Angehörige der Armia Krajowa im Gefängnis hingerichtet, meist durch Erschießung. Zu Ehren der Opfer aus der stalinistischen Periode wurde 1993 ein Kreuz an der äußeren Mauer angebracht.
Am 13. September 1946 wurde der vormalige Lagerkommandant des KZ Plaszow, Amon Göth, im Gefängnis Montelupich durch Erhängen hingerichtet. Am 24. Januar 1948 wurden weitere 19 SS-Männer und zwei SS-Frauen hingerichtet, die in den Krakauer Auschwitzprozessen zum Tode verurteilt worden waren. Zu den Hingerichteten zählten der KZ-Kommandant Arthur Liebehenschel, die Oberaufseherin Maria Mandl  und der Schutzhaftlagerführer Hans Aumeier.

## Nutzung durch Polen (seit 1956)
Das Gefängnis wird vom polnischen Innenministerium bis heute genutzt. 1988 wurde hier zum letzten Mal in Polen die Todesstrafe vollstreckt. Der 29-jährige Stanisław Czabański war wegen Mordes und Vergewaltigung an einer Frau und zweifachen Mordversuchs an ihren Töchtern zum Tode verurteilt worden und wurde am 21. April 1988 in Montelupich gehängt. Wenige Monate später wurde in Polen ein Moratorium über die Vollstreckung der Todesstrafe verfügt, deren Verhängung 1998 ganz abgeschafft wurde.